# Беквит, Джеймс Кэролл
Джеймс Кэролл Беквит (англ. James Carroll Beckwith; 1852—1917) — американский художник-портретист.

## Биография
Родился 23 сентября 1852 года в городе Ганнибал, штат Миссури, в семье американского государственного деятеля, который на Всемирной выставке 1867 года в Париже был генерал-комиссаром от США.
Джеймс вырос в Чикаго, где его отец начинал свой бизнес с оптового бакалейного магазина. В 1868 году Беквит изучал искусство в чикагской школе School of the Art Institute of Chicago, был учеником Вальтера Ширлоу. Здесь он учился, пока Великий пожар 1871 года не уничтожил город, после чего он отправился в Нью-Йорк и учился в Национальной академии дизайна у Лемюеля Уилмарта. Затем Беквит уехал в Париж, где пробыл с ноября 1873 по 1878 год.

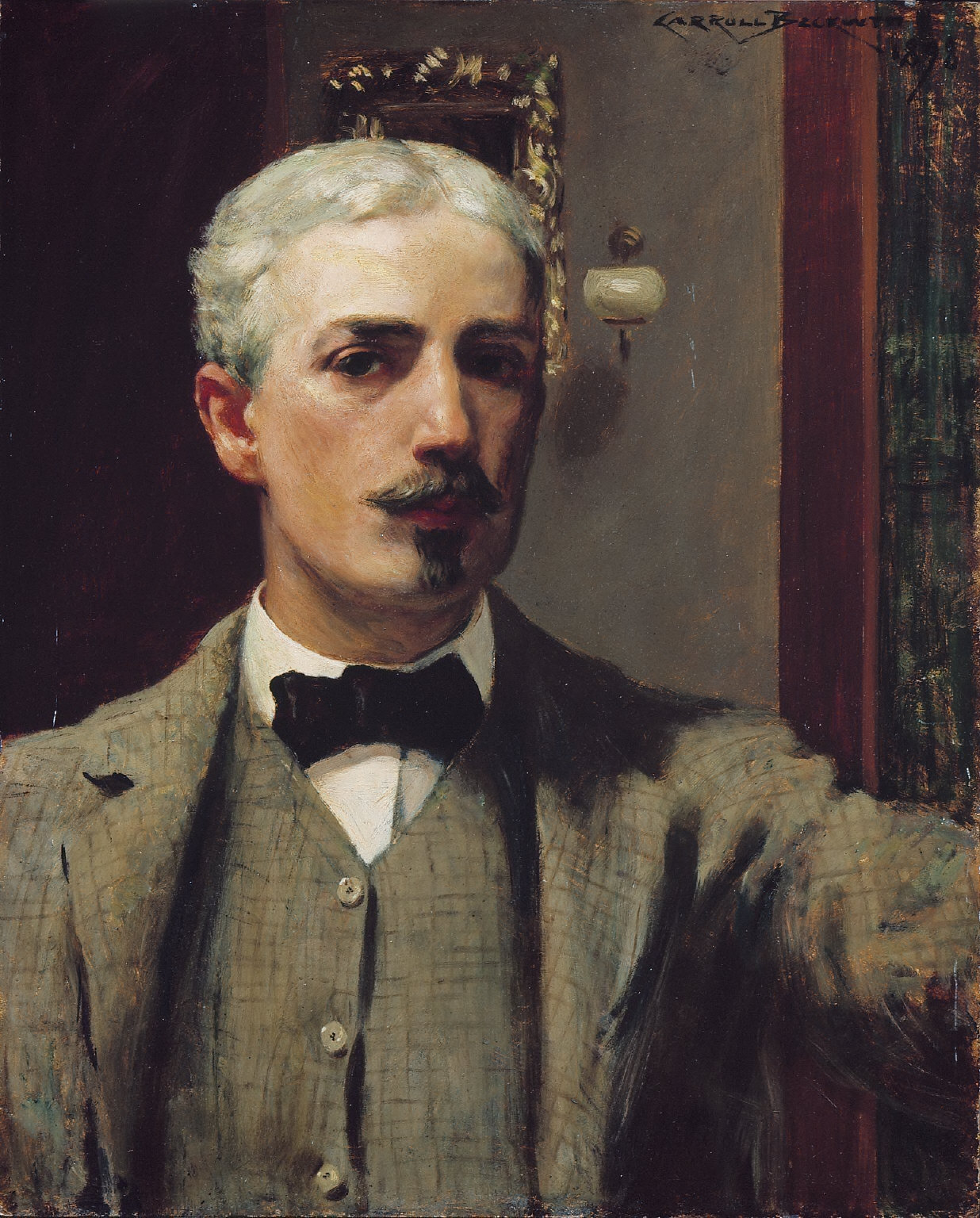
Автопортрет, 1898 год

В Париже он брал уроки рисования у Адольфа Ивона, занимался живописью под руководством Каролюс-Дюрана, который в 1877 году выбрал Беквита и Джона Сарджента для создания фресок в Люксембургском дворце. В это же время Беквит сдружился с ещё одним учеником Каролюса-Дюрана, Уильямом Уолтоном, портрет которого написал в 1886 году; эта картина получила премию на Всемирной выставке в Париже в 1900 году, а Каролюс-Дюран заявил, что это высшее достижение американской портретной живописи за всю историю.
Вернувшись в Соединенные Штаты в 1878 году, Беквит постепенно стал заметной фигурой в американском искусстве. Его талант рисовальщика обеспечил ему должность профессора в школе Art Students League of New York в Нью-Йорке, где он преподавал с 1878 по 1882 и с 1886 по 1887 годы. Среди его учеников была американская художница Вайолета Окли.
В 1893 году Беквит находился в Париже, чтобы создать некоторые фрески, после чего вернулся в Соединенные Штаты для создания росписей на одном из куполов здания Liberal Arts Building на Всемирной выставке в Чикаго в 1893 году. Джеймс Беквит принимал участие и в общественной жизни художников — был инициатором создания общества The Fine Arts Society и президентом National Free Art League.
Имел много наград, в том числе поощрительную премию на Всемирной выставке 1889 года в Париже и золотую медаль на выставке Atlanta Exposition в Атланте 1895 года. Также он был удостоен золотой медали на Чарльстонской выставке (англ. Charleston Exposition) в 1902 году.
Был женат с 1 июня 1887 года на Берте Холл (англ. Bertha Hall). С 1910 по 1914 годы Беквит с женой жил в Италии и создал много работ на пленэре.
Умер 24 октября 1917 года от сердечного приступа в собственных апартаментах отеля Hotel Schuyler в Нью-Йорке. Похоронен на кладбище Кенсико округа Уэстчестер в Нью-Йорке. Его документы, в том числе альбомы и дневники, которые он хранил с 1871 года, находятся в Национальной академии дизайна в Нью-Йорке.

## Труды
Среди работ Беквита — портреты импрессиониста Уильяма Мерритта Чейза (1882), писателя Марка Твена, президента Теодора Рузвельта, видного американского юриста Уильяма Уолтона и других выдающихся людей.

Некоторые работы
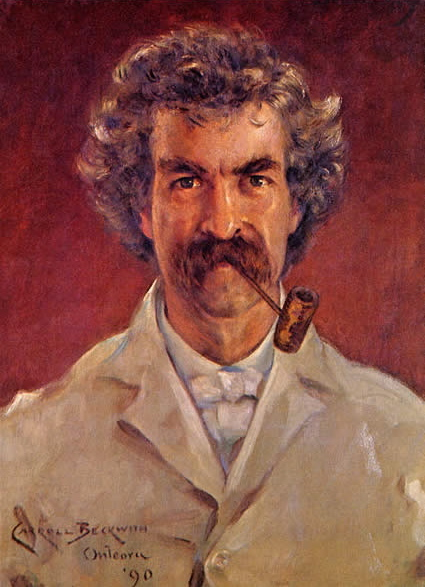
Портрет Марка Твена
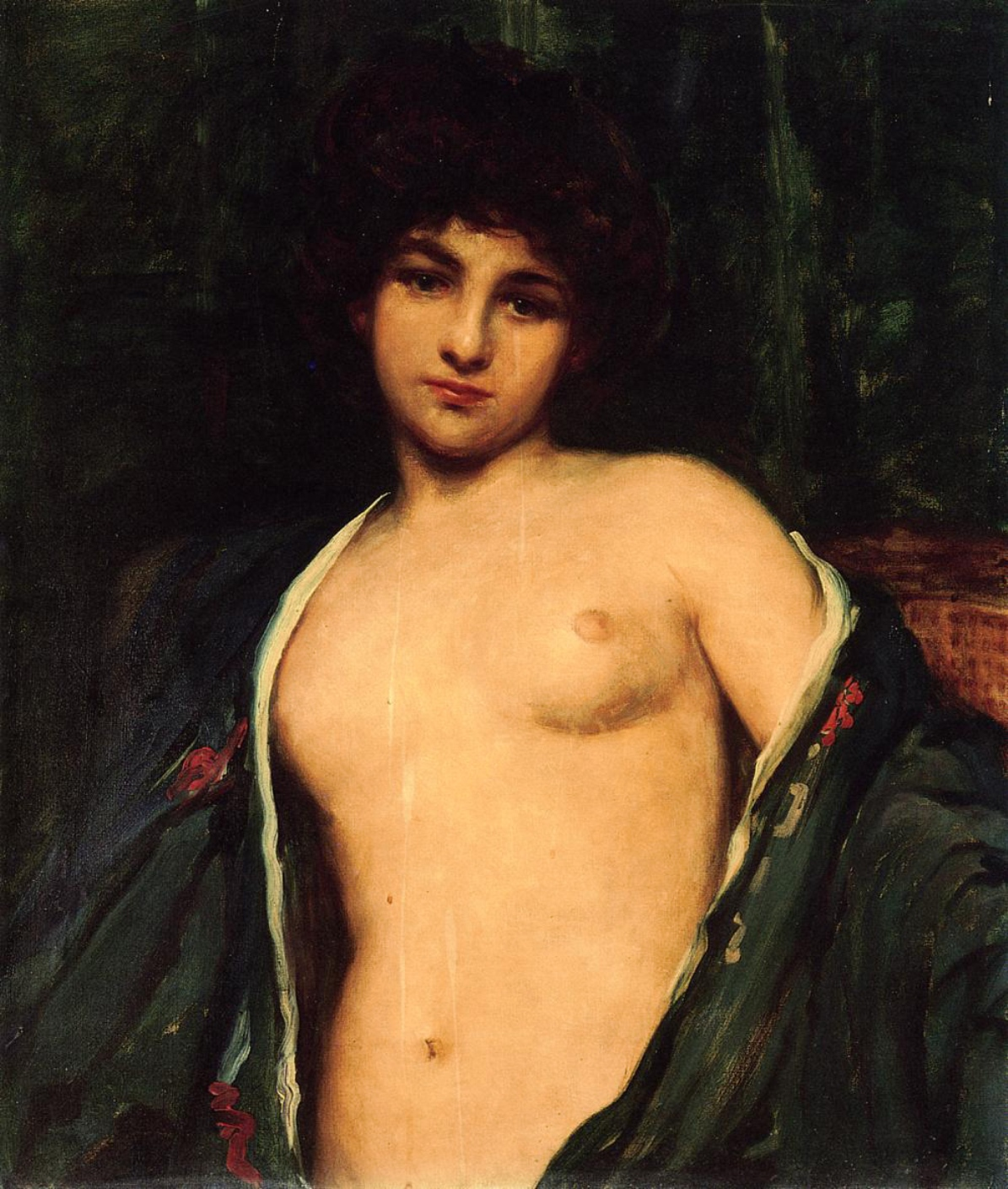
Портрет Эвелин Несбит
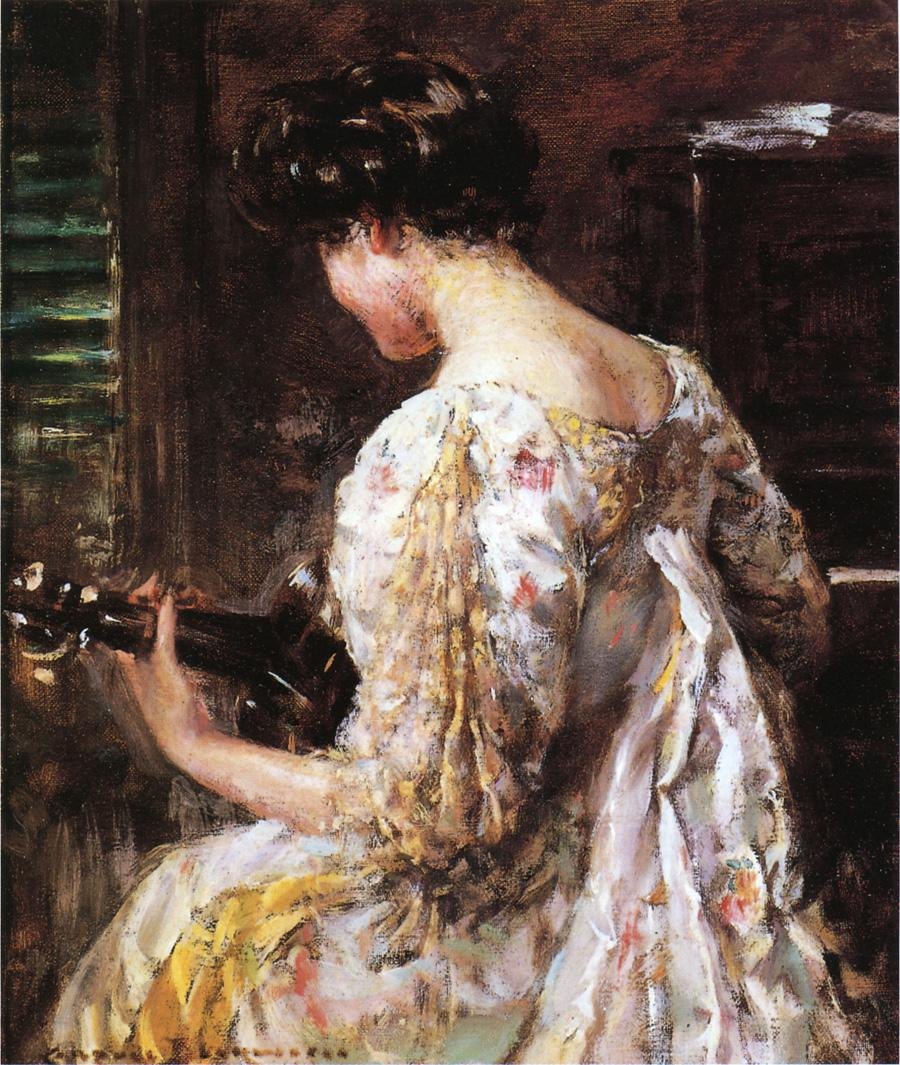
«Девушка с гитарой»